# Португальські географічні відкриття

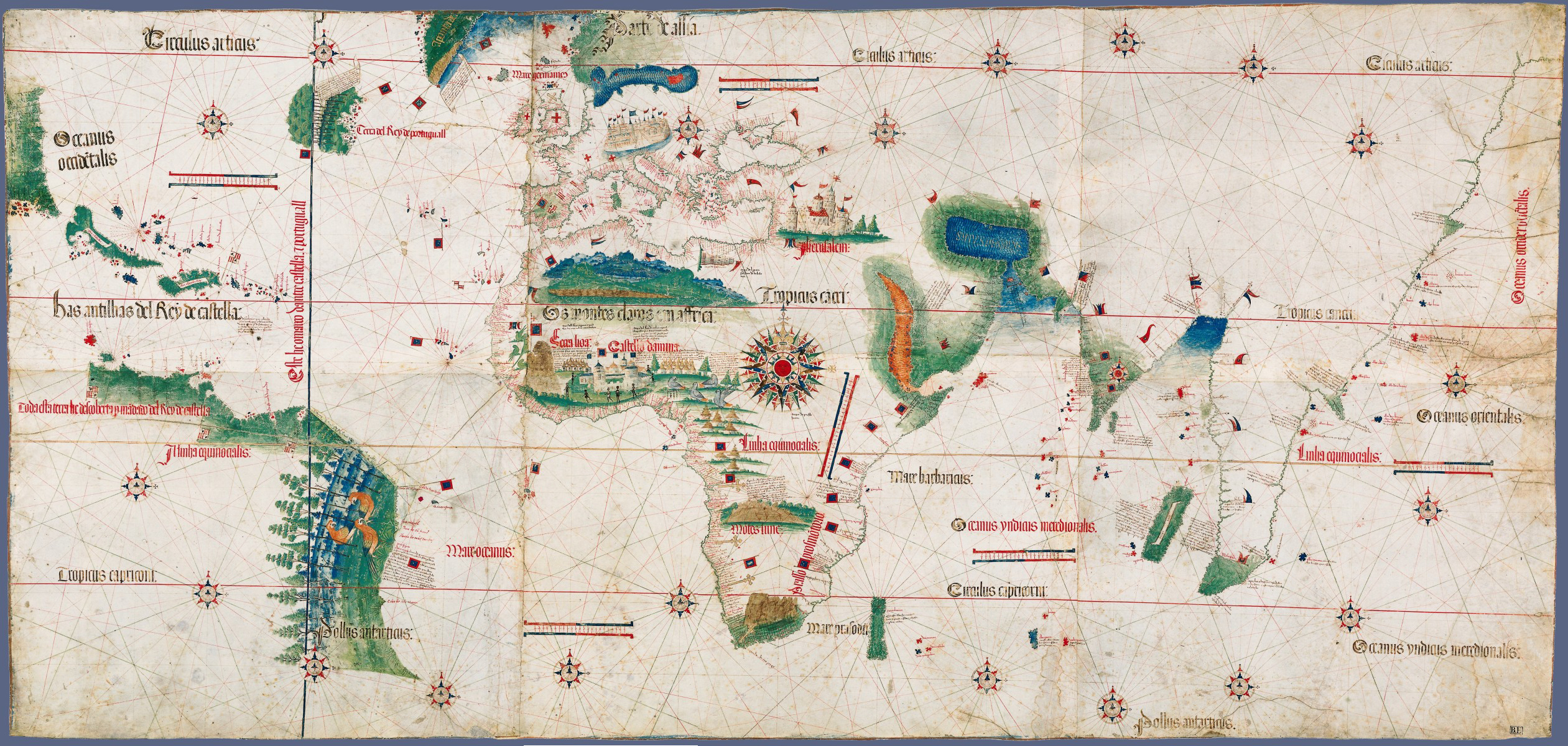
Планісфера Кантіно, створена в 1502 р. на підставі таємних карт, викрадених з португальського архіву. Зображує тогочасний рівень досягнень португальських першовідкривачів

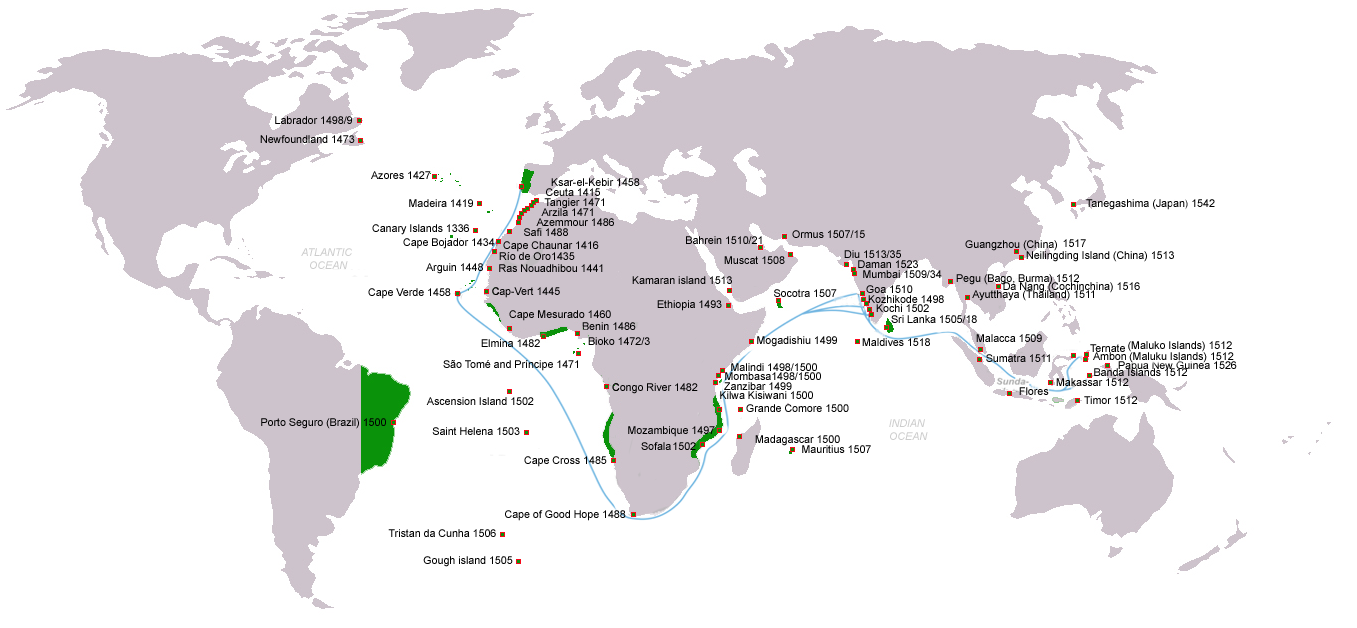
Мапа географічних відкриттів Португалії

Португальські географічні відкриття (порт. Descobrimentos portugueses) — численні території та морські шляхи, винайдені португальцями в результаті їх інтенсивних морських досліджень в XV—XVI століттях, що були здійснені переважно за підтримки Португальської корони і рідше за ініціативою португальських приватних осіб.
Протягом XV—XVI століття португальські мореплавці були в авангарді європейських заморських досліджень, вони відкрили та картографували узбережжя Африки, Азії, Америки (Бразилія та Канада) та безліч островів в Атлантичному, Індійському і Тихому океанах.
Методичні португальські дослідження розпочались з 1419 р. за підтримкою португальського принца Енріке Мореплавця і були спрямовані вздовж узбережжя Західної Африки. В 1488 р. Бартоломеу Діаш досягнув мису Доброї Надії і увійшов до Індійського океану. Через десять років, у 1498 р., Васко да Гама провів перший флот навколо Африки, прибув до Калікуту та заклав морський шлях з Європи до Індії. У 1500 році Педру Алваріш Кабрал став першим європейцем, який відкрив Бразилію. Потім португальські дослідження продовжилися у південно-східній Азії, де вони досягли Малакської протоки в 1509 р., Молуккських островів в 1512 р., Китаю в 1513 р. і Японії в 1542 році, через сорок чотири роки після першого прибуття португальців в Індію.
Завдяки португальським дослідникам для Європи були відкрити країни та народи Африки, південної Америки, Південної та Південно-Східної Азії та Далекого Сходу. Португальські географічні відкриття є складовою Доби великих географічних відкриттів.

## Передумови
Перетворенням Португальського королівства на морську державу першим став опікуватися король Дініш. 1308 року він започаткував торгівлю з Англією, затвердив статут купців, які укладали угоди щодо взаємної фінансової допомоги. Тим самим поклав початок касам морського страхування. Для побудови торговельного флоту заохочував посадку і вирощування лісів. 1317 року найняли генуезького флотоводця Еммунуїла Пессаньйо (Manuel Pessanha, 1280–1341), що очолив португальський флот, ставши першим адміралом.

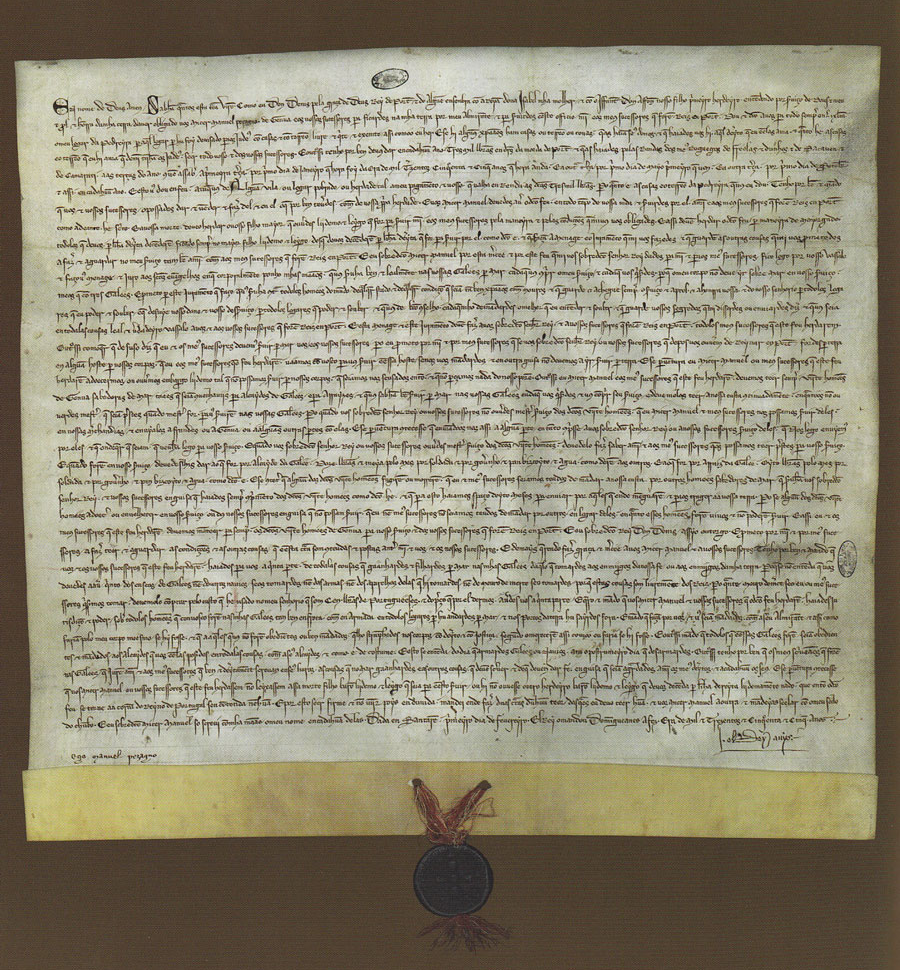
Договір між королем Дінішем та генуезцем Еммануїлом Пессаньйо.

Розвиток торгівельного та військового флоту продовжували і наступні португальські королі, оскільки це було важливо для підтримання торгівльних стосунків з Англією та Фландрією, та для військового протистояння з Кастилією. Король Афонсу IV доручив здійснювати перші морську експедиції Атлантичним океаном. 1341 року відбулася військово-морська експедиція до Канарських островів. За володіння цими островами почалася тривала суперечка з Кастилією.
Першим плацдармом для здійснення атлантичних експедицій став захоплений португальцями в 1418 році африканський порт Сеута. Головним ініціатором і натхненником завоювання Сеути був португальський король Жуан I з Авіської династії та його сини з так званої «блискучої генерації» — інфанти Дуарте, Педру, Енріке і Афонсу. Втім, спочатку захоплення територій на африканському континенті розглядалося як своєрідне продовження Реконкісти, оскільки Сеута в свій час була частиною Вестготського королівства, що включало в себе португальські землі й захоплене маврами на початку VIII ст. н. е. Водночас це мало підняти авторитет нової династії Португалії серед християнських держав. До того ж Сеута був важливий торговельний порт, що мав приносити чималий зиск королівській скарбниці.

## Діяльність принца Енріке Мореплавця

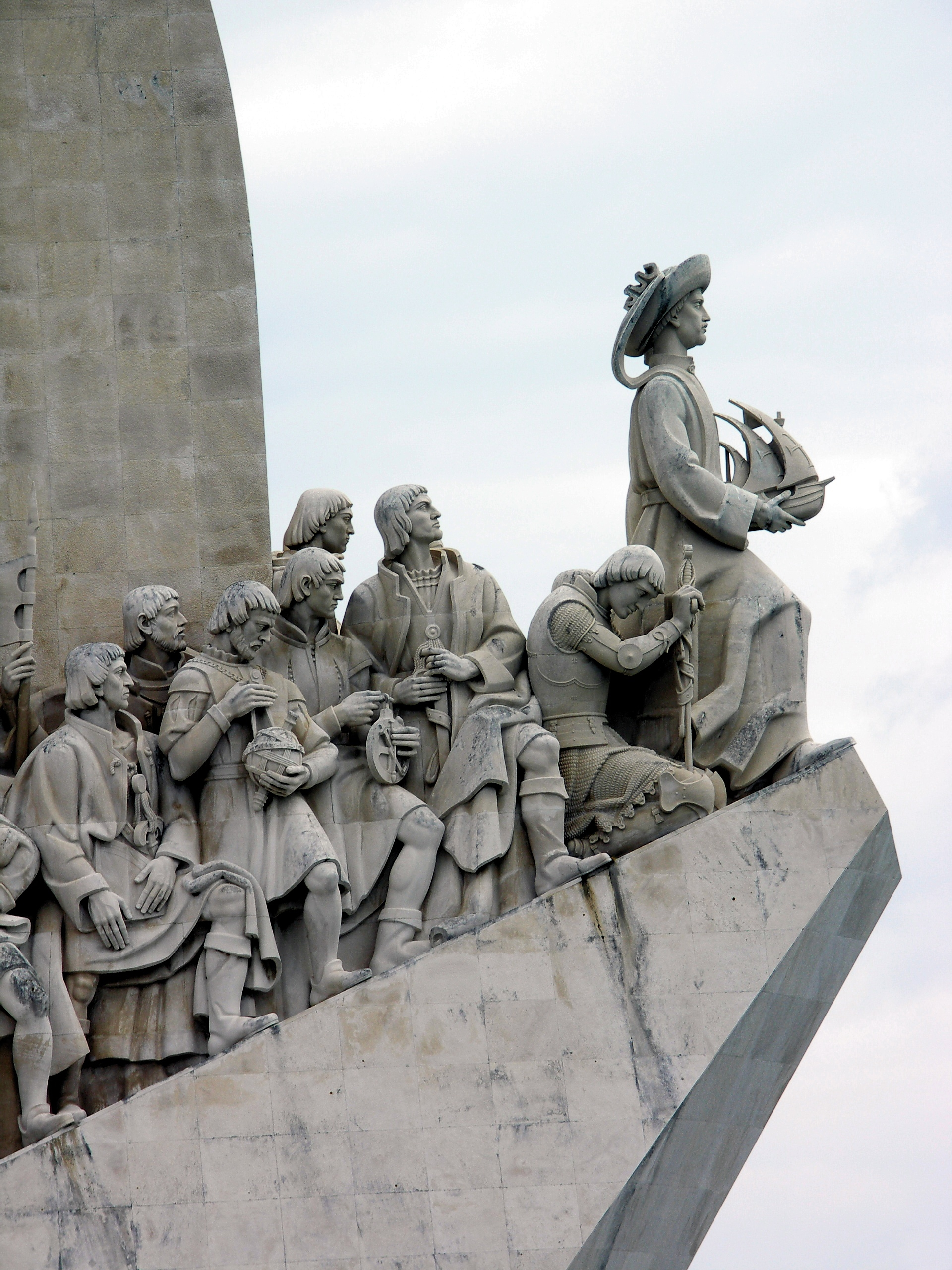
Енріке Мореплавець на чолі інших португальських першовідкривачів на пам'ятнику географічним відкриттям в Лісабоні

В подальшому ініціативу по організації морських експедицій і розширення португальської присутності на африканському узбережжі очолив португальський інфант Енріке, прозваний «Мореплавцем», магістр Ордену Христа.
В 1419 р. принц Енріке отримує від брата в своє пожиттєве правління провінцію Алгаврі і поселяється на мисі Сагреш, неподалік від портового Лагуша. Тут він засновує обсерваторію і школу мореплавства, до роботи якої залучає європейських, єврейських і арабських навігаторів, картографів, математиків і астрономів.

## Розробка нових типів кораблів
Вважається, що саме під керівництвом Енріке Мореплавця було розроблено принципово нову модель корабля, придатного до дальніх океанських плавань — озброєну латинськими вітрилами каравелу. Перше плавання на прообразі каравели було здійснене на початку 1440-х років (експедиції Нуну Тріштана) і це відразу призвело до суттєвого прискорення швидкості просування португальців в невідомих землях.

## Відкриття Мадейри і Азорів
Першими значущими географічними відкриттями португальських мореплавців стало відкриття (точніше- перевідкриття) островів Порту-Санту і Мадейра у 1418 і 1419 роках (капітани Жуан Зарку і Тріштан Ваш Тейшейра) і Азорських островів у 1427 році (Діогу де Сілвешем). В майбутньому ці острови стали важливими базами для подальшого просування португальських мореплавців на південь і захід в Атлантичному океані.

## Рух на південь уздовж західного узбережжя Африки

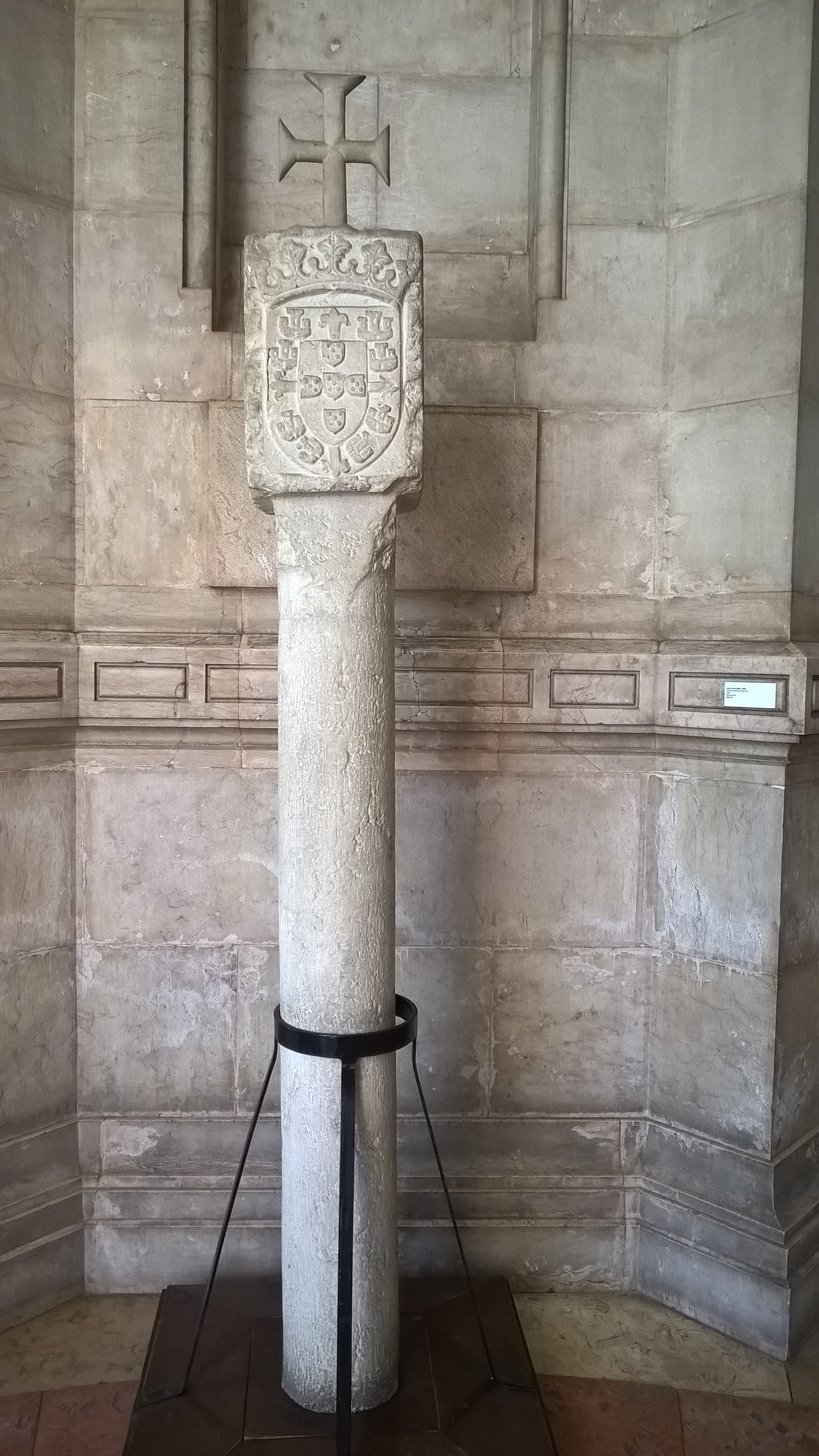
Копія падрану Діого Кана на могилі принца Енріке. Такі падрани встановлювали португальці на нововідкритих землях

Метою подорожей було досягнути джерел походження африканського золота, слонової кістки, спецій, рабів та інших товарів Екваторіальної Африки, оминаючи арабських посередників, що контролювали транссахарську торгівлю і прокласти морський торговий шлях в обхід султанату Маринідів. Подорожі мотивувалися також пошуками міфічного християнського царства пресвітера Йоанна, за легендами розташованого десь в Африці. Згодом завдання доповнилось метою знайти шлях в Індію в обхід африканського континенту.
Втім, географічні пошуки стримувалися міфами про існування кінця світу — меж, перетин яких смертельно небезпечний для людини. На півдні Атлантичного океану такою межею ще з часів античності вважались мис Нон і мис Буждур на узбережжі сучасної Західної Сахари.
1434 р. — пройдено мис Буждур. Після багаторічних наполягань принца Енріке, капітан Жил Іаніш вийшовши далеко в море, обійшов мис Буждур і наблизився до африканських берегів далі на південь від нього. Згідно звіту Еанеша принцу — «плисти під вітрилами тут так само легко, як і у нас вдома, а країна ця багата і усього в ній в достатку…».
В результаті міф про неприступні межі був розвіяний і шлях для подальших морських досліджень відкрито. Подальша швидкість морського просування на південь становила в середньому 1° на рік. Разом з тим велася боротьба з султанами Марокко.
1437 р. — цілковитою поразкою португальців завершилася спроба захоплення важливого міста Танжер. Молодшого брата португальського короля і принца Енріке — дона Фернандо залишено в заручниках до передачі маврам Сеути. Сеуту так і не повернули і Фернандо помер у полоні.
1441 р. — перше плавання португальців на прототипі каравели — судні, озброєному латинськими вітрилами. Нуну Тріштан пройшов Білий мис (Кап Блан) і за ним захопив на африканському узбережжі та доставив в Португалію першу партію африканських рабів.
1443 р. — Нуну Тріштан відкриває затоку і острів Арґен.
1444 р. — Дініш Діаш досяг гирла річки Сенегалу і відкриває мис Кабо-Верде.
1445 р. — принц Енріке заснував першу європейську факторію (feitoria) на о. Арґен.
1446 р. — Алвару Фернандіш оминув мис Кабо-Верде і досягнув гирла річки Гамбія (і, можливо, — річки Касаманка).
В 1452 і 1455 роках папа римський Миколай V, що відмовився від раніше зайнятою нейтральної позиції в колоніальних суперечках між Португалією і Кастилією, видав відповідно були «Dum Diversas» і «Romanus Pontifex», якими було надано монопольне право Португалії на відкриття уздовж Африки. У зв'язку з цим королем Афонсу V було доручено виготовити географічну мапу світу.
1456 р. — Альвізе Кадамосто і Антаніотто Узодімаре відкрили перші три острови з архіпелагу Кабо Верде (на відкриття цих островів в цей же час також претендував Діогу Гоміш), досягнули гирла річки Геба (Гвінея-Бісау) і відкрили острови Біжагош.
1460 р. — смерть інфанта Енріке призвела до тимчасового зниження інтенсивності португальських подорожей.
1461 р. — Діогу Гоміш і Антоніо де Нолі відкрили решту островів Кабо-Верде.
1462 р. — Педру де Сінтра дослідив західну частину узбережжя Гвінейської затоки і, як вважається, дав назву узбережжю Сьєрра-Леоне.
1469 р. — Афонсу V надає лісабонському купцеві Фернану Гомішу права монополії на торгівлю в Гвінейській затоці за щорічну платню в 200 тис. португальських реалів і зобов'язання протягом 5 років досліджувати невідоме Африканське узбережжя по 100 ліг (480 км) щороку. Це надало нового імпульсу подорожам португальських мореплавців,
1471 р. — експедиція споряджена Фернаном Гомішем досягла Ельміни (сучасна Гана), а сам регіон отримав назву Золотого Берегу. Рухаючись далі на південь, португальські мореплавці Перу Ешкобар і Жуан де Сантарен того ж року перетнули екватор. Згодом було відкрито острови Гвінейської затоки, зокрема Сан-Томе та Принсіпі.
1478 р. — під час Війни за кастильську спадщину кастильська армада з 35 каравел та португальський флот зійшлися у Гвінейській битві поблизу Ельміни за контроль над гвінейською торгівлею. Перша в історії колоніальна морська битва між європейськими країнами закінчилася португальською перемогою.
1479 р. — Алкасоваський договір закріплює результати минулорічної перемоги в Гвінейській битві при Ельміні — Португалія отримує визнання своїх прав на Азорські острови, архіпелаг Мадейру, острови Кабо-Верде, а також усе Гвінейське узбережжя та Ельміну. За Кастилією залишаються лише Канарські острови.
1482 р. — королем Жуаном II було організовано першу португальську факторію і збудовано форт Сан-Жоржи-да-Міна для захисту золотих копалень біля Ельміни, а також впроваджено королівську монополію на торгівлю золотом.
1482 р. — португальська експедиція на чолі з Діогу Каном, що вирушила з Ельміни увійшли до гирла річки Конго.
1486 р. — Діогу Кан досяг території сучасної Намібії (біля Кейп-Крос).
1488 р. — експедиція під керівництвом Бартоломеу Діаша досягла найпівденнішої точки Африки, яку він назвав Кабо-дас-Торментас («мис Штормів»). Обігнувши з півдня Африканський континент, європейська експедиція вперше пройшла шлях з Атлантичного до Індійського океану. Майже в той же час Перу да Ковілян, посланий таємно португальським королем для пошуку царства пресвітера Іоанна, потрапив суходолом до Ефіопії, звідти до Ємену, а потім — Мадагаскару. Зібрана ним інформація доводила, що морський шлях з Європи в Азію існує. Ці відкриття португальських мандрівників спростовували попередні уявлення про оточення Індійського океану з усіх боків суходолом. Названий Бартоломеу Діашем мис Штормів був перейменований королем Жуаном II на мис Доброї Надії (Кабо да Боа Есперанша), вказуючи на надію досягти Індії морським шляхом.

### Подорожі в Північній Атлантиці
1472 р. — експедиція Жуан Ваш Корте-Реал, можливо, досягла узбережжя Ньюфаундленду (втім цей факт залишається недоведеним, оскільки головним завданням був пошук місць скупчення тріски для португальських рибалок і купців і відкриття якихось земель не привернуло увагу).
1498 р. — Жуан Фернандіш Лаврадор і Перу де Барселуш здійснили мандрівку до північної частини Атлантики. Вони першими дослідили півострів сучасної Канади, що на честь його відкривача отримав назву Лабрадор. Також португальські мореплавці дослідили та нанесли на карту північно-західне узбережжя Гренландії.
1500—1501 р.р. — Гашпар Корте-Реал (син Жуана Ваш Корте-Реала) дослідив південне узбережжя Гренландії та землі в районі Ньюфаундлена та Лабрадора.
1500—1501 р.р.  — Жуан Алваріш Фагундіш заснував португальську колонію на полуострові Нова Шотландія в сучасній Канаді і, таким чином, організував перше європейське поселення в Північній Америці з часів доби вікінгів.

### Відкриття морського шляху до Індії

Експедиція Васко да Гами

1492 року Христофор Колумб, що перебував на іспанській службі, відкрив Америку, яку він вважав Індією. В результаті для вирішення суперечки між Іспанією та Португалією 1494 року було укладено Тордесільяський договір, що розділяв всі нововідкриті землі між двома країнами меридіаном, що проходить за 370 ліг на захід від Островів Зеленого Мису, розташованих біля західного узбережжя Африки (за сучасними координатами це 49°32'56" західної довготи). Звідси походить поділ на Вест-Індію і Ост-Індію.
За підтримки нового короля Мануела I в 1497 році була організована експедиція Васко да Гами, яка обігнула африканське узбережжя та за допомоги султана Малінді, який надав досвідченого арабського шкіпера, у травні 1498 досягла Калікута.
Відкриття морського шляху до Індії дозволило португальцям протягом наступних 100 років монопольно досліджувати та експлуатувати узбережжя Індійського океану та острови Південно-східної Азії. Водночас почалася боротьба португальців з мусульманськими володарями Індійського океану, зокрема в східній Африці та західній Індії, на півдні Аравійського півострова та в Перській затоці.

### Діяльність в Індійському океані

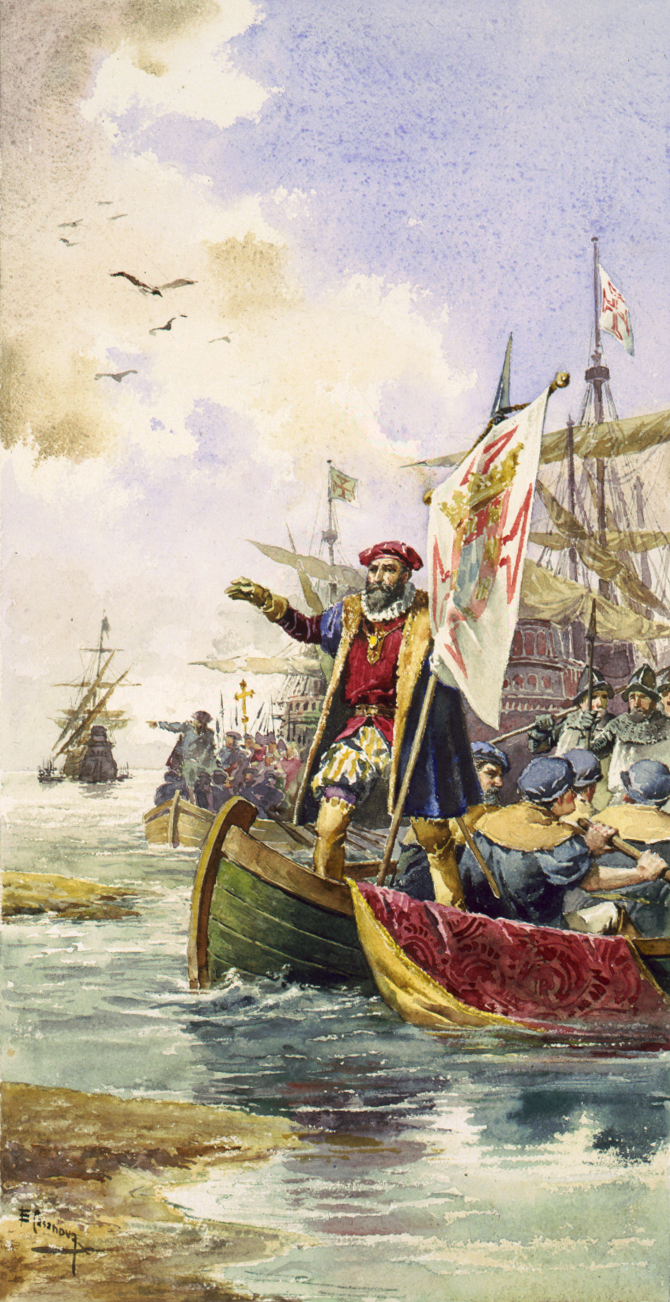
Васко да Гама висаджується в Калікуті, 20 травня 1498 р.

1501 р. - Педру Алваріш Кабрал досяг Мадагаскару.
1502 р. - Васко да Гама заснував факторії в Мозамбіку. В Індії почалося формування португальської колоніальної адміністрації.
1505 р. — Лоуренсу де Алмейда відкрив Шрі-Ланку, яку було названо Цейлон. Того року було відкрито о. Маврикій.
1507 р. — в квітні португальська флотилія на чолі з Тріштаном да Кунья та Афонсу де Албукеркі захопили о. Сокотра, а в жовтні невелика ескадра Афонсу де Албукеркі підкорила низку міст на узбережжі Оману (зокрема Маскат і Сухар) та захопила королівство Ормуз, стратегічний острів на вході в Перську затоку.
До 1510 року Афонсу де Албукеркі створив низку факторій уздовж півострова Індостан.
1515 р. — Лопу Суаріш де Албергарія увійшов до Червоного моря, досягши архіпелагу Дахлак (поблизу сучасної Еритреії).
1517 р. — засновано факторію на Цейлоні поблизу сучасного м. Коломбо.
1520 р. — португальське посольство прибуло Ефіопії. Спільно планувалося боротися проти арабів.
1521 р. — португальці зайняли Бахрейн.

### Південно-Східна Азія
1511 року Афонсу де Албукеркі захопив Малакку, заклавши основу дослідження на захопленню прибережних міст Великих Зондських островів. 1511 року Дуарте Фернандіш за наказом Албукеркі прибув до держави Аюттхая, ставши там першим європейцем. Було підписано перший торговий договір, яким португальцям надали право вільної торгівлі і привілеї на узбережжі Бенгальської затоки. Водночас португальське посольство прибуло до держави Пегу, де також облаштували португальську факторію.
У 1511—1512 роках Антоніу де Абреу дослідив Малі Зондські острови, острів Амбон, архіпелаг Банда. Звідси Франсішку Серран рушив до решти Молуккських островів, але через кораблетрощу був змушений осісти на о. Тернате. До 1529 року португальці створили численні факторії на Молуккських островах, уклавши союз з Баянсіруллахом, султаном Тернате, проти султанату Тідоре — союзника Іспанії.
У 1512—1515 роках Томе Піріш дослідив Яву та сусідні острови. 1514 року португальські мореплавці досягли Тимору. 1526 року Жоржі де Мінезіш прибув до о. Нова Гвінея.

### Плавання до Китаю і Японії
1513 року Жоржі Алваріш стає першим європейцем, що висадився в Китаї — на о.Таман в дельті річки Чжуцзян (Перлинна річка).
1516—1517: Рафаель Перестрелло, двоюрідний брат дружини Христофора Колумба, очолює невелику португальську торгову місію в Кантоні (Гуанчжоу), що управляється династією Мін.
1517 року Фернан Піріш де Андраде на чолі португальського посльства до імператорського двору в Китаї заснував перший європейський торговий пункт на узбережжі Китаю на острові Таман в дельті р. Чжуцзян (Перлинної), а потім у Кантоні (Гуанчжоу).
1520-1521 роках португальське посольство на чолі з Фернаном де Андраде і Томе Пірішем здійснило мандрівку з Кантона в Пекін і назад, хоча й не було прийняте імператором.
1543 року португальський купець Антоніу да Мота першим прибув до Японії, ймовірно на о. Танеґасіма або Кюсю.
1557 року португальці отримали дозвіл від китайської влади заснувати факторію в Макао.
1570 року засновано факторію в Нагасакі.

### Бразилія

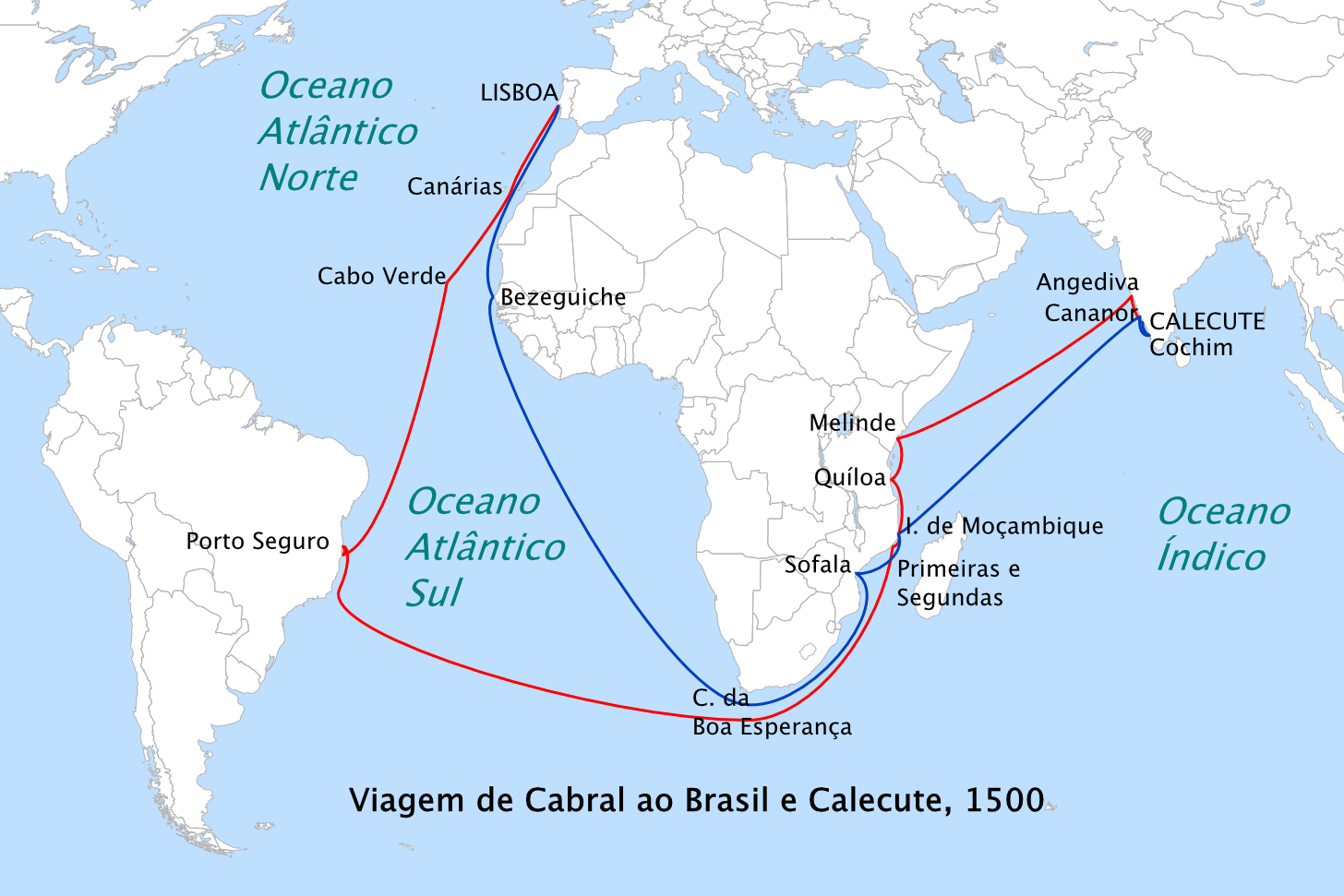
Мандрівки Педру Алваріша Кабрала

1500 року Педру Алваріш Кабрал першим з португальців (другим європейцем після Христофора Колумба, що висадився у північній частині цього материка) досяг Південної Америки. Втім ймовірно першим тут побував інший португалець — Дуарте Пачеко Перейра, що дослідив гирло річки Амазонка.
Новини, принесені Кабралом, спочатку викликали значний ентузіазм серед португальців, і корона почала організовувати нові експедиції, зокрема під керівництвом італійського капітана Амеріго Веспуччі, чий маленький флот проплив уздовж узбережжя Бразилії і вперше оцінив протяжність цієї землі. Веспуччі назвав кілька місць на узбережжі. З 1530 року починається спланована колонізація цих земель.
1511—1512 рр. — Жуан де Лісбон і Ештеван де Флоїш досягли річки Ла-Плата, а потім затоки Сан-Матіаш.

## Хронологія подій
- 1308 рік — розпорядження про висадження корабельного лісу
- 1317 рік —початок створення королівського військового флоту
- 1336 рік — перша експедиція до Канарських островів.
- 1341 рік — друга експедиція до Канарських островів
- 1415 рік — завоювання Сеути.
- 1419 рік  — відкриття Мадейри
- 1422 рік — перетин мису Нун, що вважався межею світу
- 1427 рік  — відкриття Азорських островів
- 1434 рік  — пройдено мису Бохадор
- 1441 рік  — досягнення мису Кабо-Бланко
- 1443 рік  — відкриття о. Арґен
- 1444 рік  — досягнуто гирла р. Сенегал, відкрито мис Кабо-Верде
- 1445 рік  — досягнення гирла р. Гамбія
- 1456 рік — відкрито острови Кабо-Верде, острови Біжаґош, досягнуто гирла р. Геба
- 1471 рік — перетнуто екватор
- 1472 рік  — досягнуто Ньюфаундленду
- 1482 рік  — дослідження гирла річки Конго
- 1484 рік  — досягнуто узбережжя сучасної Намібії
- 1488 рік  — відкриття проходу між Атлантикою і Індійським океаном, мис Доброї Надії
- 1492 рік — перша спроба пройти морем в Індійський океан
- 1498 рік  — досягнення морським шляхом Індії.
- 1498 рік — дослідження гирла Амазонки
- 1500 рік — досягнення Бразилії
- 1500 рік  — відкриття Мадагаскару
- 1502 рік  — відкриття Сейшельських островів
- 1502 рік  — відкриття о. Вознесіння
- 1503 рік  — відкриття о. Святої Єлени
- 1505 рік  — відкриття о. Гоф
- 1505 рік  — відкриття о. Шрі-Ланка
- 1505 рік  — відкриття о. Маврикій
- 1506 рік  — відкриття о. Тристан-да-Кунья
- 1506 рік — відкриття о. Сокотра
- 1511 рік — підкорення Малакки
- 1511 рік — перше посольство до Аюттхаї (Таїланд)
- 1511 рік — перше посольство до Пегу (Бірма)
- 1511 рік — дослідження річки Ла-Плата (Аргентина)
- 1511 рік — дослідження Яви і Малих Зондських островів.
- 1512 рік — досягнення архіпелагу Банда і Молуккських островів.
- 1513 рік — перша подорож до Китаю
- 1517 рік — посольство до імперії Мін
- 1525 рік — відкриття Сулавесі
- 1526 рік — відкриття Нової Гвінеї
- 1534 рік — досягнення архіпелагу Чагос (південніше Шрі-Ланки)
- 1543 рік — відкриття Японії
- 1558 рік — відкриття Мальдівських островів
- 1560 рік — перше дослідження Замбезі
- 1586 рік — перше посольство до Камбоджі
- 1606 рік — відкриття островів Нові Гебриди
- 1626 рік  — Ештеван Каселла став першим європейцем, що відвідав Бутан